# Al son del mambo
Al son del mambo es una película de comedia musical mexicana de 1950 dirigida por Chano Urueta y protagonizada por Adalberto Martínez "Resortes", Amalia Aguilar, Rita Montaner, Amparito Arozamena, Esther Luquín y Joan Page. Esta película es la primera parte de una trilogía de películas musicales protagonizadas por Resortes con temática del baile, seguida por Baile mi rey (1951) y Rumba caliente (1952). Es una divertida película musical al estilo de los 50 donde el ritmo contagioso del son y el mambo, llevado de la mano por el inigualable músico, compositor y arreglista cubano, Damaso Pérez Prado, harán un derroche de buena música y gracia. Con un elenco formidable, y sobre todo una fabulosa pieza de colección.

## Argumento
Don Chon Godínez (Adalberto Martínez "Resortes"), el rico propietario de un negocio de enchiladas, huye de México, para escapar de la vida moderna y trata de encontrar consuelo en La Habana. Él es convencido por una restauradora llamada María La O (Amparito Arozamena) para pasar unos días en un centro turístico en el campo. Allí coincide con su hermana Linda (Esther Luquín), una mujer estadounidense deprimida (Joan Page), un compositor (Roberto Romaña) y dos detectives (Joaquín García "Borolas" y Mario García "Harapos"), que le deben dar una información muy importante. Bajo la administración de la cantante cubana Rita Montaner, y con cantos y bailes proporcionada por su hija Reyna (Amalia Aguilar), la hacienda que alberga el complejo, es una especie de cabaret que funciona durante todo el día. Así que con los propietarios y todos sus amigos (incluyendo al "Rey del Mambo", Damaso Pérez Prado con su orquesta completa), Don Chon decide disfrutar de sí mismo, sin hacer nada.

## Reparto
- Adalberto Martínez "Resortes" como Chon Godínez.
- Amalia Aguilar como Reyna
- Roberto Romaña como Roberto Dávila
- Joan Page como La Güera
- Rita Montaner como Rita, directora
- Esther Luquin como Linda
- Amparito Arozamena como María La O
- Joaquín García "Borolas" como detective.
- Mario García "Harapos" como detective.
- César del Campo como Pretendiente de Linda.
- Celita
- Chucho Martínez Gil
- Caridad Vázquez como Bailarina.
- Mercedes Vázquez como Bailarina.
- Los Xochimilcas
- Anabelle Gutiérrez como Bailarina.
- Rosario Gutiérrez como Bailarina.
- Chelo La Rue
- Pedro Galindo como Pedro.
- Juan Bruno Tarraza
- "Chamaco" Armando Domínguez como Chamaco Domínguez
- Dámaso Pérez Prado
- Daniel Arroyo como Hombre en fila de aeropuerto.
- Nacho Contla como Altagracio Alatriste.
- Ana María Hernández como Mujer en hotel.
- Elena Luquín como Mujer en pensión.
- Álvaro Matute como Representante de dueño.
- Rubén Márquez como Hombre en hotel.
- Javier Puente como Representante de dueño.
- Juan Pulido como Gerente de hotel.
- Joaquín Roche como Oficial de inmigración.
- Ángela Rodríguez como Mujer en pensión.
- Manuel Trejo Morales como Don Melquiades.
- Acela Vidaurri como Mujer en pensión.
- Yeyo

## Comentarios
La música del cubano Damaso Pérez Prado no podía pasar inadvertida en el Cine Mexicano de los años cincuenta. Chano Urueta fue el director encargado de dar vida a esta revista musical con una trama mínima, en la que Roberto Romaña fungía como presentador, y el excéntrico comediante Adalberto Martínez "Resortes", junto a la figura de Amalia Aguilar, se elevaban como estrellas de un filme plagado de números musicales y de atractivas presencias. La película es un documento de gran valor por los ritmos musicales de aquellos días, con números de grandes artistas como Montaner y Pérez Prado, así como el cantante Pedro Galindo con mariachis, el pianista Juan Bruno Tarraza y muchos otros. Además de la música de Pérez Prado, uno también tiene la oportunidad de verlo como actor, y ver Resortes, Aguilar, Page, las voluptuosas Dolly Sisters, y la joven estrella en ascenso Anabel Gutiérrez, disfrutando del ritmo del mambo.